# Hamadoun Touré
Hamadoun Touré (Mali, 3 settembre 1953) è un ingegnere maliano.
È stato Segretario Generale dell'ITU, l'agenzia specializzata dell'ONU sulle tecnologie dell'informazione e delle telecomunicazioni, eletto nel 2007 e rieletto nel 2010. Ha terminato il mandato nel 2014.